# Ghat (kommune)
Ghat er en af Libyens kommuner midt i Saharaørknen. Dens hovedby som er opvokset omkring en oase har det samme navn. Fra Ghat findes en asfalteret vej mod Murzuq i øst. 
25°20′N 11°00′Ø / 25.333°N 11.000°Ø
Vestpå grænser Ghat op til Algeriet, og har også en kort grænse med Niger sydpå. Internt i landet grænser den op til:
- Wadi Al Shatii – nord
- Wadi Al Hayaa – nordøst
- Murzuq – øst